# Бу Салем
Бу Салем (араб. بوسالم) — місто в Тунісі. Входить до складу вілаєту Джендуба. Станом на 2004 рік тут проживало 20 098 осіб.